# Roddrick Muckelroy
(en) Statistiques sur pro-football-reference
Roddrick Muckelroy (né le 27 octobre 1986 à Longview) est un joueur américain de football américain.

## Lycée
Muckelroy fait ses études à la Hallsville High School. Il obtient son diplôme et entre à l'université du Texas.

## Carrière

### Université
Lors de la saison 2008, Roddrick domine le classement des tacles de son équipe avec 114 tacles. Lors de sa dernière saison universitaire, il s'inscrit au draft de la NFL pour la saison suivante.

### Professionnel
Roddrick Muckelroy est sélectionné au quatrième tour du draft de la NFL de 2010 par les Bengals de Cincinnati au 131e choix. Lors de sa première saison en professionnel (rookie), il entre au cours que quatorze matchs.